# Zlín Z-242
Zlin 242 L Aerobatic školski avion kojeg proizvodi češka zrakoplovna tvrtki Moravan-Aeroplanes.

## Letačke značajke
Avion Z 242 L razvijen je na temelju prethodnih modela Z 42/Z 142/Z 143 kojih je proizvedeno više od 750 primjeraka. Zlin Z 242 L je u serijskoj proizvodnji od 1992. godine. Avion je dizajniran za:
- osnovnu i naprednu obuku u civilnim i vojnim školama,
- akrobatske letove i akrobatsku obuku,
- po izboru za vuču jedrilica i natpisa (transparenata),
- obuku u letenju noću i po IFR-u.

Vrlo je prikladan za selekciju i obuku pilota-kadeta do najviše razine i za uvođenje studenata u temelje vojnih zračnih manevara, kao što su osnovni akrobatski manevri i kovit. Zlin 242 L je dizajniran za osnovnu i naprednu letačku obuku kako danju, tako i noću te po vizualnim i instrumentalnim uvjetima letenja u civilnim i vojnim letačkim školama. Zrakoplov se koristi za potrebu obuke pilota peruanskog, slovenskog, makedonskog, kubanskog, angolskog, alžirskog, egipatskog, jemenskog i meksičkog ratnog zrakoplovstva. 2007. četiri aviona ušlo je u sastav Hrvatskog ratnog zrakoplovstva.
Brzina krstarenja aviona u pripadajućoj konfiguraciji je sklopu pogodnih, od raspona za studente za privatnu pilotsku dozvolu do visokih pilotskih vještina. Raspon brzina krstarenja za različitu snagu motora i visine je od 95 čvorova (175 km/h) do 127 čvorova (235 km/h), što je znatno ispod ograničavajućeg limita od 190 čvorova (350 km/h).
Visina krstarenja iznosi najmanje 3030 m (10 000 ft). Dolet aviona je 740 km (400 nm) pa čak i nešto više. Ova vrijednost se postiže u normalnoj kategoriji pri okretnom momentu motora 570 Nm, pri broju okretaja motora 2350 o/min, na visini od 6560 ft i tlaku smjese od 22,9 in Hg.
Karakteristike aviona u prevučenom letu u potpunosti udovoljavaju zahtjevima JAR 23 zrakoplovnih pravila. Brzine prevlačenja aviona dovoljno su male kako bi studentima omogućile manevriranje na malim brzinama.
Z 242L udovoljava i zahtjevima JAR 23 propisanim za izvođenje i ponašanje aviona u kovitu. Zbog toga je pilot u mogućnosti bez teškoća izaći iz kovita. U sklopu odobrenih manevara je i leđni kovit. Po istim pravilima avion je certificiran za akrobatsku kategoriju. Instalirana oprema i modifikacije nemaju utjecaj na upravljivost i manevarske sposobnosti za Z 242 L. Zbog toga se svi odobreni manevri mogu izvoditi i nakon zahtijevanih modifikacija.
Prilikom izvođenja akrobacija, motor je stalno na najvećoj snazi. Petlja se izvodi sa 130 čvorova i pri opterećenju od 3,5 g, a prema riječima pilota putanja je stabilna i bez većih klizanja. Pritom palica nije "teška", ali se cijelo vrijeme čuje zvučna signalizacija što upozorava kako se avion nalazi u položaju blizu prevučenog leta, no pritom nema podrhtavanja. Podrhtavanje bi bilo poželjno jer je to oblik "dijaloga" pilota i aviona kojim avion mehaničkim putem upozorava pilota na približavanje kritičnom režimu leta.

## Konstrukcija aviona
U aerodinamičkom pogledu avion je niskokrilac, a po rasporedu nosivih i upravljačkih površina, trupa i konfiguraciji kabine u dobroj mjeri podsjeća na UTVA-75. Metalna konstrukcija je izvedena mješovito (cjevasto-ljuskasta), a podvozje je neuvlačivo. Središnji dio konstrukcije trupa je cjevastog tipa u zavarenoj izvedbi, a cijevi su ispunjene hidrogenom pod tlakom, čija se kontrola vrši očitavanjem manometra smještenog na podu pilotske kabine. Takvom izvedbom konstrukcije postiže se signalizacija eventualnog oštećenja. Stražnji dio trupa, krila i repne površine su ljuskastog tipa i također metalne konstrukcije, spojene klasičnim vezama za cjevastu konstrukciju. U cjevastoj okvirnoj konstrukciji je smještena pilotska kabina s dva sjedala u konfiguraciji jedan pokraj drugoga. Na konstrukciju su pričvršćena krila bez centroplanskog dijela. Spoj krila i trupa je izveden na tri točke (na osnovnoj ramenici dvije, na pomoćnoj jedna točka).
Konstrukcija krila i trupa je projektirana za 20 000 sati leta pri normalnom opterećenju +6g i negativnom opterećenju -3,5g. Krajnje dopušteno opterećenje je iznosi +9g/-5,25g. Projektirano lomno opterećenje zrakoplova je +12g/-10,7g. Ojačanje glavne ramenice krila na otpornost za umor materijala u odnosu na Z 142 je tri puta veće, pa tako predstavlja gotovo novu konstrukciju krila. Konstrukcija aviona nema ograničenja i resurs joj je 5500 sati akrobatskog letenja, a koeficijent sigurnosti je 5. Pristupna vrata prema pojedinim zrakoplovnim sustavima na oplati aviona izvedena su od kompozitnih materijala. Oplata je podvrgnuta elektrolitičkom postupku anodizacije. Anodizirani aluminij je porodica slitina aluminija s aluminijevim oksidom Al2O3 kao zaštitnim slojem na površini. 

## Motor i propeler
Pogonsku skupinu aviona čini motor Textron Lycoming AEIO-360-A1B6, koji razvija snagu od 149 kW (200 KS) pri 2700 okretaja s 2000 sati resursa. Pogonskoj grupi pripada i trokraki metalni geometrijski uvijen propeler promjenjivog koraka, proizvođača Hartzell promjera 1780 mm. Odnos snage i težine aviona je 0,21 ks/kg (za najveću uzletnu težinu).

## Osnovni sustavi
Gorivna instalacija se sastoji od dva + dva spremnika (2 x 60 litara) koji se nalaze u lijevom i desnom krilu aviona i metalne su konstrukcije, zatim cjevovoda, centralne selektorske slavine, električne pumpe, prečistača, protokomjera, mjerača i distributera (koji se nalazi na motoru). U osnovnim spremnicima u obje strane krila se nalazi acrobatic chamber, što je iznimno dobro rješenje s obzirom na to da se nalazi u obje strane krila. Selektivna slavina se nalazi u pilotskoj kabini, a smještena je na podu između dva pilota, pa je obojici dobro pristupačna. Zbog sigurnosti napajanja motora gorivom na svim spremnicima i filteru su postavljeni drenažni ventili, a u magistrali napajanja je postavljen by-pass ventil koji također osigurava potpunu sigurnost napajanja gorivom. Potrošnja motora prosječno na maksimalnom režimu je 61 litru na sat, a u normalnim režimima 36 l/h.

## Avionika
Najznačajniji dijelovi avionike Z 242 L su:
- komunikacijski i navigacijski upravljački uređaji Bendix/King Silver Crown,
- motorski instrumenti i akcelerometar - mješovita češko-američka proizvodnja,
- instrumenti i uređaji na strani nastavnika (većinom motorni instrumenti) i
- umjetni horizont J.E.T. Electronics Inc.

## Podvozje
Na avionu Z 242 L je ugrađeno neuvlačivo podvozje klasičnog tricikl tipa s nosnim kotačem i kočnicama na glavnim kotačima. Kompletan sustav podvozja je pričvršćen na konstrukciju aviona, odnosno trupa, što omogućuje i osigurava izrazito tvrda slijetanja bez velikih oštećenja. Glavni dio podvozja je opružnog tipa, što znači da se amortizacija slijetanja izvodi klasičnim oprugama, pa se opterećenje prenosi isključivo na konstruktivni dio rešetke trupa. Pregled glavnog dijela podvozja vrši se nakon 2500 sati leta (11 000 slijetanja). Nosni dio podvozja je hidropneumatskog tipa, a njime se upravlja iz pilotske kabine. Resurs amortizera nosnog podvozja je 3500 sati ili 15 000 slijetanja. 

## Pilotska kabina
Dimenzije kokpita su zadovoljavajuće za dva pilota. Na ovom avionu je pilotsko sjedalo smješteno na lijevoj, a prema zahtjevima kupca moguće ga je smjestiti i na desnu stranu. Poklopac kabine se otvara klizno prema naprijed. Preglednost iz kabine je dobra u svim smjerovima, ali je u položaju malih brzina (slijetanje) nos aviona dosta podignut, odnosno sjedalo je dosta nisko, što donekle otežava preglednost pilotima nižeg rasta. Sjedala se mogu podešavati u položajima naprijed i nazad, dok podešavanje po visini nije moguća. Vezivanje pilota uz sjedalo se izvodi u pet točaka, a prema riječima pilota, veze su fiksne, odnosno nije ugrađen mehanizam za zatezanje i kočenje sjedišnih veza, tako da je pilot tijekom cijelog leta fiksno "spojen" sa sjedalom.

### Komande leta i motora
Komande leta su izvedene kao dvostruke, mehaničke, sa žičanom vezom između palice i površina. Trimer na kormilu visine i pravca je mehanički i lako se trima. Trimer krilaca je mehanički vanjsko podesivi. Zakrilca se pokreću mehanički s tri položaja: uvučeno, polijetanje i slijetanje. Pilotska palica nije ergonomski najbolje konstruirana. Komande motora (gas, korak i smjesa) dostupne su s oba pilotska sjedala. Komanda koraka je samo jedna, dostupna desnoj ruci s lijevog sjedala.

## Električna instalacija
Električni sustav aviona je jednožični (+ pol). Nazivni istosmjerni napon je 28 V. Glavni izvor energije je alternator snage 1600 W. Dodatni izvor električne energije je baterija kapaciteta 19 Ah. Svi električni sustavi i oprema zaštićeni su prekidačima-osiguračima.

## Tehničke karakteristike
Osnovne karakteristike
- dužina: 6,94 m
- raspon krila: 9,34 m
- površina krila: 13,86 m2
- visina: 2,95 m

Letne karakteristike
- najveća brzina: 250 km/h
- ekonomska brzina: 207 km/h
- dolet: 1.056 km
- motor: Textron Lycoming AEIO-360-A1B6